# Square du Docteur-Variot
Le square du Docteur-Variot est un square situé près de la porte des Lilas, dans le 20e arrondissement de Paris.

## Situation et accès
Ce square est encadré au sud par la rue Antoinette-Fouque qui longe la piscine Georges-Vallerey, à l'ouest par l'avenue Gambetta et à l'est par le boulevard Mortier, et au nord par un des accès à la station de métro Porte des Lilas (lignes 3 bis et 11).

## Origine du nom
Il porte le nom du docteur et pédiatre Gaston Variot (1855-1930).

## Historique
Il présente 3 391 m2 de superficie et a été créé en 1927 .
On y trouve des marronniers et au centre une pelouse avec des plantes vivaces.